# 胡曾

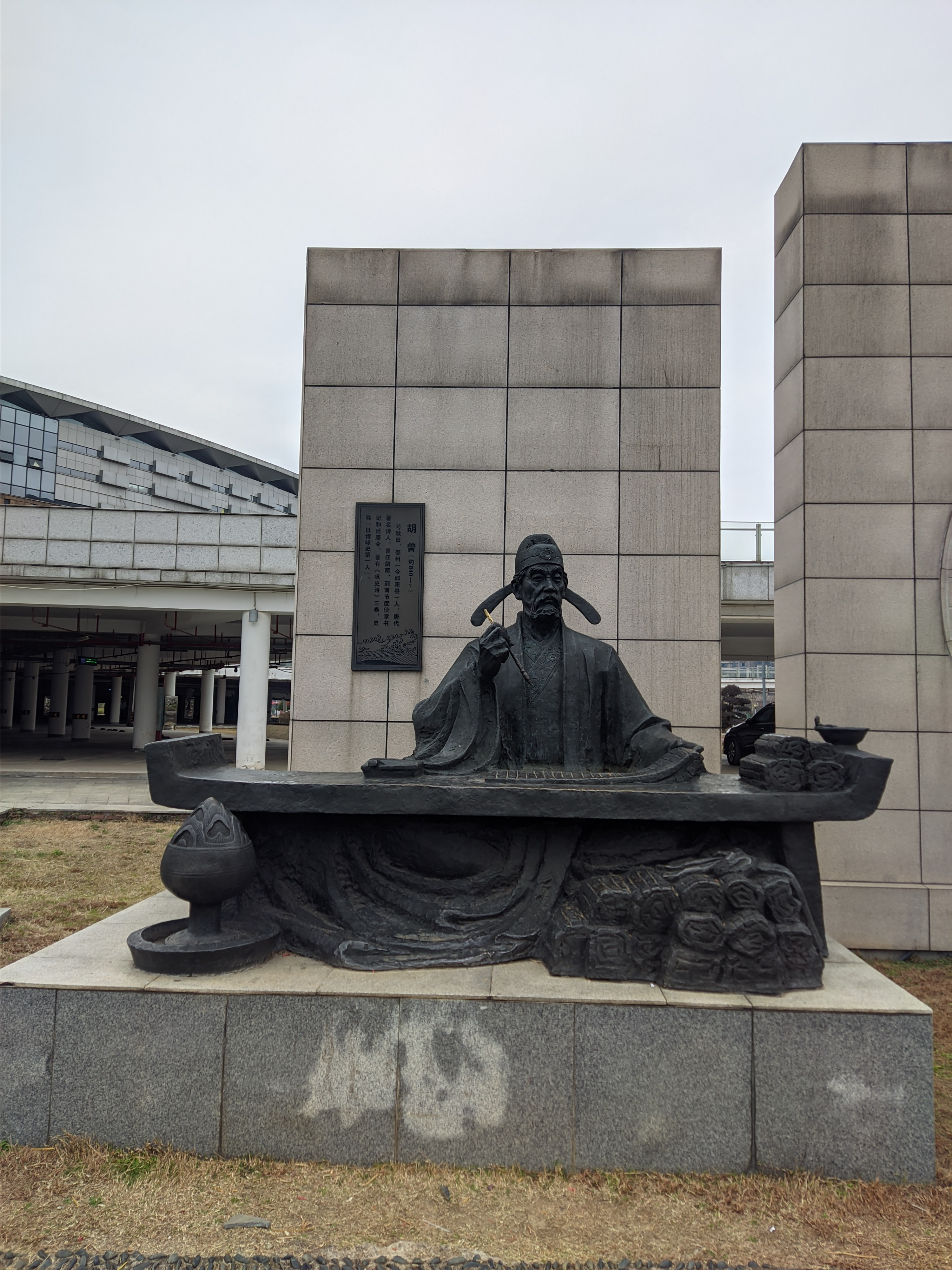
胡曾像

胡曾（约840年—？），字靜軒，號秋田，邵州邵陽縣竹山灣（今湖南邵阳县长阳铺镇秋田村）人，唐代詩人。胡安命之子。

## 生平
胡曾自小有才學，“天分高爽，意度不凡” 。咸通中，举进士不第，留长安。咸通十二年（871年），路巖为剑南西川节度使，召为掌书记，尝撰《答南诏谍》一文退蛮。乾符五年（878年）正月，隨荆南节度使兼盐铁转运使高骈至荆南，任漢南從事。後出任延唐县令。晚年終老故鄉。
胡曾以关心民生疾苦、针砭暴政权臣而著称。《唐才子传》称赞他“天分高爽，意度不凡”。初累举不第，曾在其《下第》诗中抱怨道：“上林新桂年年发，不许平人折一枝”。咸通中，始中进士。尝为汉南节度从事。高骈镇蜀，辟为书记。曾居军幕，每览古今兴废陈迹，慷慨怀古，作咏史诗三卷，（唐才子传作一卷。此从全唐诗）。
胡曾是首位詠史詩之詩人，晚唐開啓詠史之風，以《咏史诗》著称，共150首，皆七言绝句，《东周列国志》，《三国志平话》等書皆曾引其诗以证史。每首以地名为题，评咏当地历史人物和历史事件，如《南阳》咏诸葛亮躬耕，《东海》咏秦始皇求仙，《姑苏台》咏吴王夫差荒淫失国。《咏史诗》共3卷，《四部丛刊三编》本有胡曾同时人邵阳陈盖作注及京兆米崇吉评注。《全唐诗》共录为1卷，仅存数首。事迹见《唐才子传》，王重民《补唐书胡曾传》（《中华文史论丛》，1980年第2辑）。有《安定集》十卷，已佚；《咏史诗》三卷，今存。《全唐诗》第647卷有詩。胡曾墓在其故居秋田村乡贤祠内，今不存。